# اياسمين لاتوفليفيتش
اياسمين لاتوفليفيتش (بالرومانية: Iasmin Latovlevici)‏ (11 مايو 1986 بمولدوفا نوا في رومانيا - ) هو لاعب كرة قدم روماني في مركز الظهير. شارك مع منتخب رومانيا تحت 21 سنة لكرة القدم ومنتخب رومانيا لكرة القدم. أما مع النوادي، فقد لعب مع بورصا سبور وبولتيهنيكا تيميسوارا وغلطة سراي وغنتشلربيرليغي ونادي ستيوا بوخارست ونادي كارديمير كارابوك سبور وطمشوار 1933 ‏ وغلوريا بيستريتسا ‏.

## وصلات خارجية
- اياسمين لاتوفليفيتش على موقع الاتحاد الأوربي (الإنجليزية)
- اياسمين لاتوفليفيتش على موقع اتحاد تركيا (لاعب) (الإنجليزية)
- اياسمين لاتوفليفيتش على موقع قاعدة بيانات كرة القدم.إي يو (الإنجليزية)
- اياسمين لاتوفليفيتش على موقع ناشيونال فوتبول تيمز (الإنجليزية)
- اياسمين لاتوفليفيتش على موقع Soccerbase.com (لاعب) (الإنجليزية)
- اياسمين لاتوفليفيتش على موقع Soccerway.com (الإنجليزية)
- اياسمين لاتوفليفيتش على موقع عالم كرة القدم.نت (الإنجليزية)
- اياسمين لاتوفليفيتش على موقع AS.com (الإسبانية)